# Regionalverkehr Mittelland
De Regionalverkehr Mittelland (afgekort RM) is een voormalige spoorwegonderneming in Zwitserland . De RM had zijn hoofdkantoor in Burgdorf, gelegen in het Kanton Bern. De RM reed treinen in de Kantons Bern, Solothurn en Luzern. De RM is in 1997 ontstaan uit een fusie tussen Emmental-Burgdorf-Thun-Bahn (EBT), de Vereinigte Huttwil-Bahnen (VHB) en de Solothurn-Münster-Bahn (SMB). De Regionalverkehr Mittelland (RM) fuseerde in juni 2006 met de BLS Lötschbergbahn tot een nieuwe BLS AG, die op 27 juni 2006 operationeel werd.

## Geschiedenis
- 1875 Traject opening Biberist–Burgdorf van de Emmentalbahn (EB)
- 1876 Traject opening Solothurn–Biberist van de EB
- 1881 Traject opening Burgdorf–Langnau van de EB
- 1889 Traject opening Langenthal–Huttwil van de LHB
- 1895 Traject opening Huttwil–Wolhusen van de HWB
- 1899 Traject opening Hasle-Rüegsau–Thun van de BTB
- 1908 Traject opening Solothurn West–Münster (Moutier) van de SMB
- 1908 Traject opening Ramsei–Sumiswald–Huttwil van de RSHB
- 1915 Traject opening Huttwil–Eriswil van de HEB
- 1927 Overname HEB door de LHB
- 1942 Fusie van de EB met de BTB naar de EBT
- 1944 Fusie van de LHB, HWB en de RSHB naar de VHB
- 1975 Veranderen van spoorwegvervoer op busvervoer van het traject Huttwil–Eriswil
- 1977 Ingebruikname werkplaats te Oberburg
- 1979 Traject stillegging en opbraak van het traject Huttwil–Eriswil
- 1994 Veranderen van spoorwegvervoer op busvervoer van het traject Sumiswald–Wasen

- 1997 Fusie van de EBT, de VHB en de SMB naar de Regionalverkehr Mittelland (RM)
- 1999 Bedrijfsvoering van de S-Bahn van Bern lijn S4/S44 Langnau–Burgdorf–Bern
- 2004 Fusie besprekingen met de BLS Lötschbergbahn
- 2004 Veranderen van spoorwegvervoer op busvervoer van het traject Affoltern-Weier–Huttwil
- 2006 Fusie met de BLS Lötschbergbahn tot BLS AG

## Fusie
Sinds de fusie in 1997 van de Emmental-Burgdorf-Thun-Bahn (EBT), de Vereinigten Huttwil-Bahnen (VHB) en de Solothurn-Münster-Bahn (SMB) werd de Regionalverkehr Mittelland (RM) eigenaar van de volgende trajecten:
- Moutier–Solothurn West (22,09 km)
- Burgdorf–Solothurn (20,74 km)
- Langnau–Burgdorf (18,90 km)
- Thun–Hasle-Rüegsau (33,82 km)
- Sumiswald-Grünen–Wasen in het Emmental (5,23 km)
- Huttwil–Affoltern-Weier–Sumiswald-Grünen–Ramsei (19,46 km)
- Wolhusen–Langenthal (39,32 km)
- Huttwil–Eriswil (traject afgebroken)

## Elektrische tractie
Het netwerk van de RM was geëlektrificeerd met een spanning van 15.000 volt 16.7 Hz wisselstroom.